# 全球植物名录
全球植物名录（英文：The Plant List，缩写：TPL）是由英国邱园和美国密蘇里植物園建立并运营的植物學名数据库，其舊版網站（1.0版本）於2010年12月上線，新版網站（1.1版本）於2013年9月上線，2013年以後網站不再更新，由世界在线植物志（英文：World Flora Online）接替其功用。

## 名錄詳情
全球植物名录的建立，是为了响应2002年全球193個《生物多樣性公約》締約國通过的《全球植物保护战略》（英文缩写：GSPC），該戰略提出的第一项目標，是在2010年完成一份可被人們廣泛使用的、包含所有已知植物物种的動態名錄，作为编成一部完整的世界植物志的前期工作。2010年《生物多样性公约》缔约方大会通过了新的《全球植物保护战略》，对此前的目标进行了修订，提出要在2020年建立一部包含所有已知植物的在线植物志，而全球植物名录的完成，正是朝着這一新目标迈出的重要步驟。密蘇里植物園園長彼得·怀斯·杰克逊表示：“拥有一份准确而全面的世界植物名录，将是支撑未来植物保护工作的基本要求。”
全球植物名录旨在涵蓋维管植物和苔藓植物的全部种类，但不錄入牠們的俗名。更新於2013年9月的1.1版名錄共計收錄了1,064,035个物种级别的植物學名，其中350,699个是获得普遍承认的名称，其他的则是未經確認的名称（242,712個）或異名（470,624個）。
2010年正值国际生物多样性年，全球植物名錄在此年发布时，以其內容的全面性引起了媒体关注。福克斯新闻强调了名錄中植物異名的龐大数量，表明世界植物的種類远不如以前人們想象之多，反映出地球当下的生物多樣性“出人意料的匮乏”。